# Longfunctieonderzoek
Longfunctieonderzoek bestaat uit verschillende onderdelen:
- Spirometrie: het meten van dynamische volumes. Dit wordt gedaan bij de diagnostiek van een obstructie in de long en om de ernst van de longfunctiedaling te bepalen (bij een obstructie of restrictie).
- Meting van de totale longcapaciteit (TLC). Dit is van belang bij een restrictieve long. De TLC kan gemeten worden door onder meer lichaamsplethysmografie of met behulp van de heliumverdunningsmethode. Een restrictieve long heeft namelijk een verlaagde TLC door een verkleinde longinhoud, die veroorzaakt kan zijn door resectie van een longdeel, een stugge thoraxwand of een stugge long (bij interstitiële longziekten).
- Meting van het gastransport. Wordt gebruikt om de diffusie met behulp van een heel lage niet-toxische concentratie koolmonoxide te bepalen. Uitgeademde lucht bevat bij gezonde personen vrijwel geen koolmonoxide. Indien diffusie door de long (ernstig) verstoord is, wordt echter (veel) koolmonoxide in de uitgeademde lucht gemeten.
- Compliantiemeting: het meten van het verband tussen drukverandering en volumeverandering door middel van een drukmetertje in de slokdarm.
- Lichaamsplethysmografie of bodyboxmeting. Dit wordt onder meer toegepast voor het meten van het intrathoracaal gasvolume (TGV).
- Heliumverdunningsmethode of heliumdilutietechniek. Deze methode wordt gebruikt om het longvolume (of eigenlijk: het volume van de ruimte in de longen) te bepalen.